# Teyrnon
Teyrnon Twrf Liant (brython.: tigernonos, „der große Herrscher“) ist der Name einer Sagengestalt aus dem Mabinogion der Walisischen Mythologie.

## Mythologie
In der Erzählung Pwyll Pendefig Dyfed („Pwyll, Fürst von Dyfed“), dem Ersten Zweig des Mabinogi, ist Teyrnon Twrf Liant der Herrscher von Gwent Is Coed („Gwent oberhalb des Waldes“) und der Ziehvater von Pryderi. Als nämlich Pwylls Gattin Rhiannon endlich einen Sohn gebiert, wird dieser kurz danach entführt. Die unachtsam gewesenen Mägde schieben die Schuld aus Angst vor Strafe auf Rhiannon, die deshalb zu Sklavendiensten verurteilt wird.

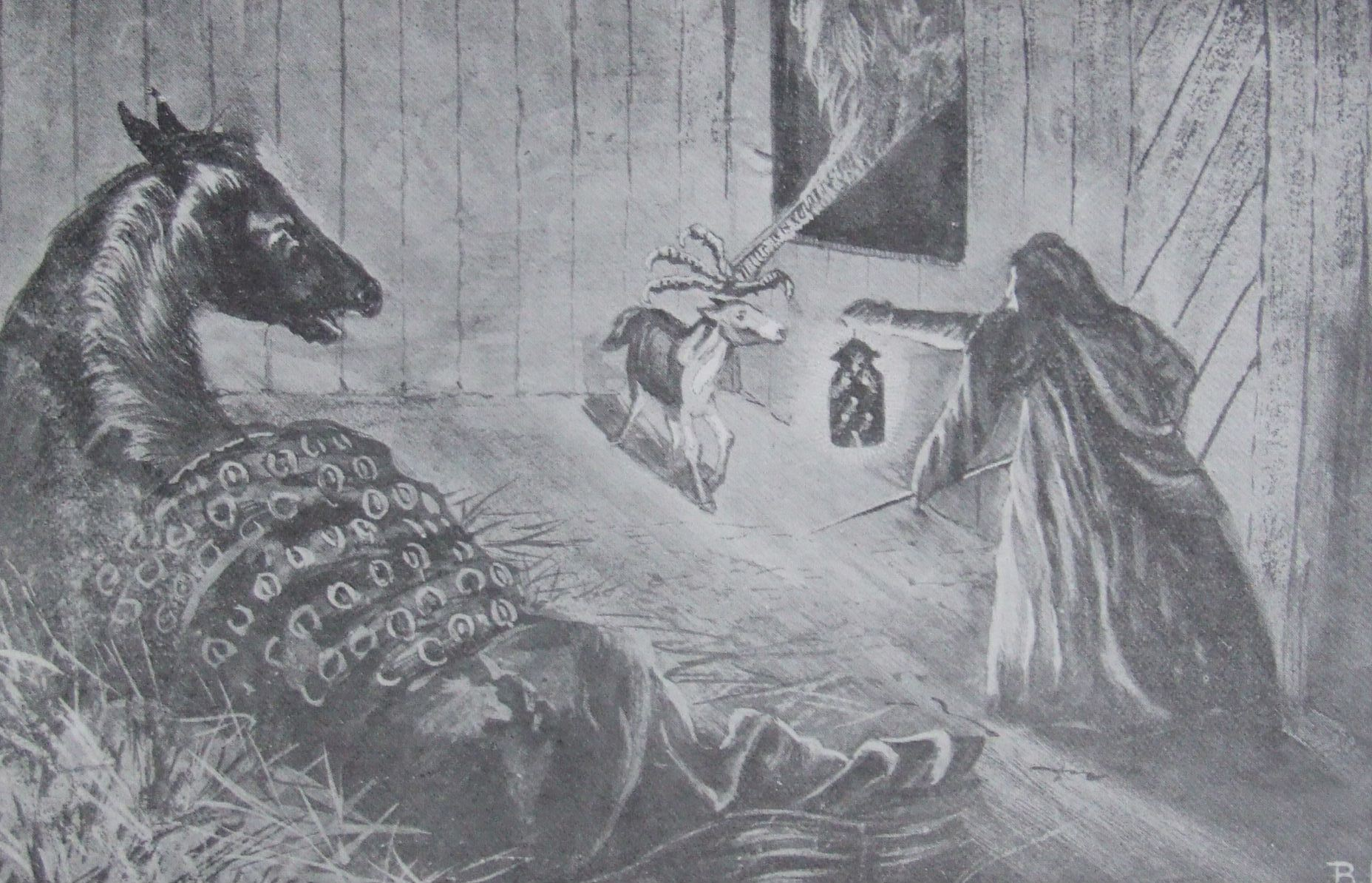
Teyrnon vertreibt das Ungeheuer

Im Stall von Teyrnon verschwindet jedes Jahr in der Nacht zum 1. Mai (kymr. nos Calan Mei oder nos Calan Haf, entspricht dem irischen Beltane) das Fohlen einer bestimmten Stute, weshalb er sich, als es wieder so weit ist, auf die Lauer legt. Er sieht, wie ein klauenbewehrtes Ungeheuer das Fohlen stehlen will und schlägt der Bestie den Arm ab. Als er den Stall verlässt, findet er ein Baby, das von dem Ungeheuer offenbar gerade abgelegt worden war, um das Fohlen zu rauben.
Und bei der Tür, siehe, da lag ein kleiner Knabe in Windeln, eingeschlagen in ein seidenes Tuch. Er hob den Knaben auf und siehe, der Knabe war kräftig für sein Alter. Er schloss die Tür und begab sich in das Zimmer, in dem seine Frau war.
Er und seine Gattin nehmen es als Sohn an und nennen es Gwri Wallt Euryn („Gwri mit dem Goldhaar“). Als Gwri größer wird, erkennt Teyrnon seine Ähnlichkeit mit Pwyll, seinem früheren Lehensherren. Deshalb reitet er mit ihm zu Pwylls Hof, wo sich Gwris wahre Herkunft durch ein von Rhiannon besticktes Tuch aufklärt, das bei ihm in jener Nacht gefunden worden war. Der Knabe wird wieder von seinen Eltern aufgenommen, Rhiannons Unschuld ist bewiesen und sie nennt Gwri wegen der Leiden, die sie erdulden musste, Pryderi (kymrisch „Kummer, Angst“).
Teyrnon wird von Pwyll geehrt und mit Ländereien belehnt, will aber für seine Tat nicht mit Goldschätzen belohnt werden.
Und er schied nicht, ohne dass man ihm die edelsten Steine, die besten Pferde und die prachtvollsten Hunde angeboten hätte, doch er wollte nichts.
In Culhwch ac Olwen („Die Geschichte von Kulhwch und Olwen“) wird Teyrnon als Ritter von König Arthur genannt. Auf ihn und 220 andere Mannen beruft sich Kulhwch, die er alle zur Hilfe bei der Suche nach Olwen auffordert.